# Karl Anton Bruck

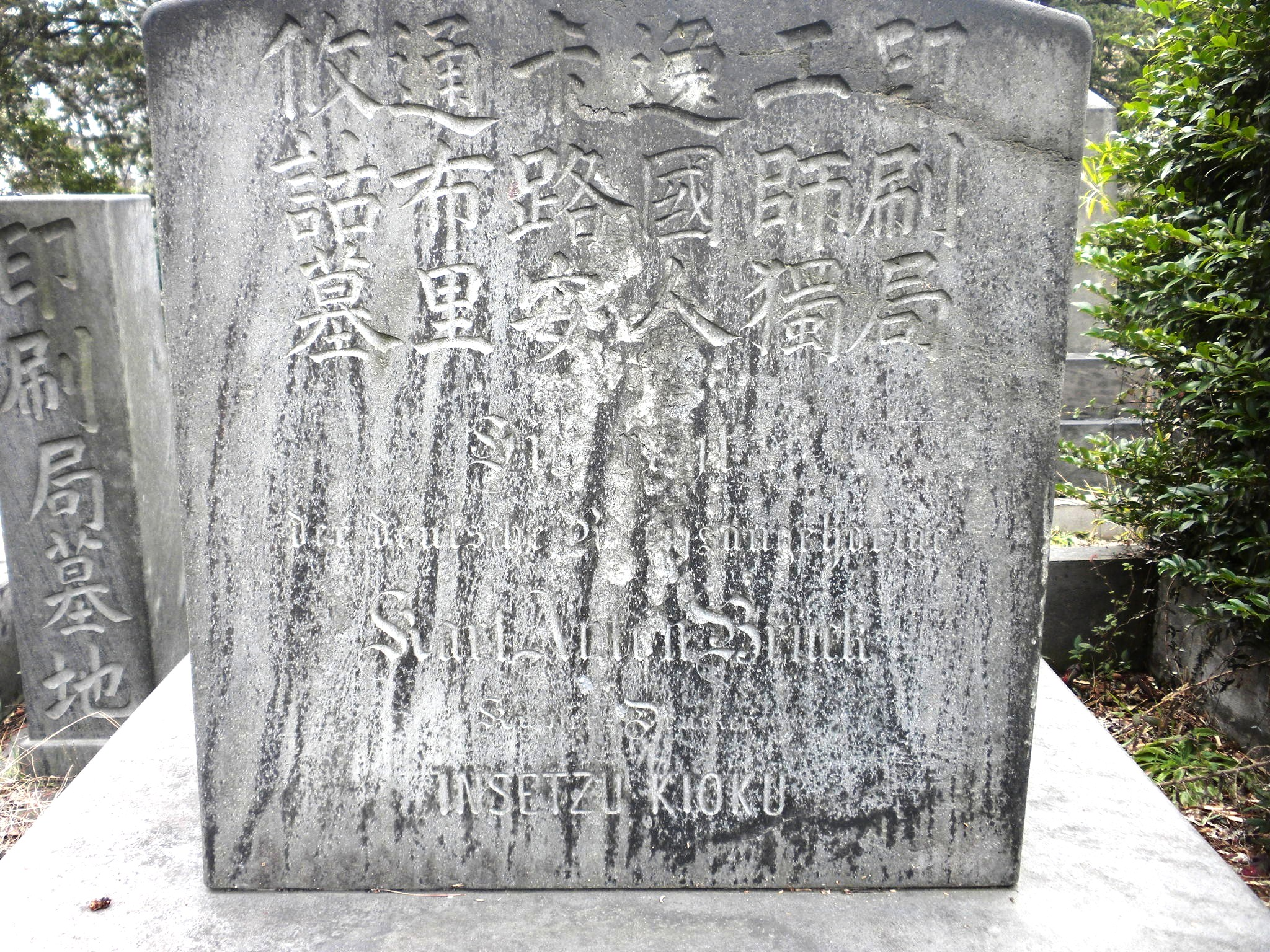
Grabmal des deutschen Druckers Anton Bruck auf dem Ausländerteil des Aoyama-Friedhofs in Tokio

Karl Anton Bruck (* 1839; † 1880) war ein deutscher Drucker mit Wirkungsbereich in Japan.

## Leben
Karl Anton Bruck war ein deutscher Drucker, der ab 1881 mit dem Drucken der sogenannten Kaizo-shihei notes oder Jingu Kogo notes beauftragt wurde. Diese Banknoten waren die ersten mit menschlichen Abbildern bedruckten Papierscheine Japans.
Die Staatliche Druckerei Japans widmete Bruck ein Grabmal auf dem Friedhof Aoyama in Tokio.